# Канадская юниорская хоккейная лига
Канадский юниорская хоккейная лига (КЮХЛ) — хоккейная ассоциация в Канаде, образованная в 1993 году, которая включает в себя клубы из Канадской юниорской хоккейной лиги "А". Чемпиону этой лиги вручают Королевский кубок.
КЮХЛ охватывает большинство территории Канады — от Тихоокеанского побережья до Атлантического океана. Некоторые региональные организации, как Ньюфаундленд или Лабрадор, не имеют представителей в КЮХЛ.

## История

### Начало
На самом деле, КЮХЛ получил своё начало в 1970 году, когда Хоккейная лига Онтарио, Главная юниорская хоккейная лига Квебека и Западная хоккейная лига вышли из состава Любительской хоккейной ассоциации, и стала отдельной хоккейной ассоциацией. Лиги, которые вышли из состава Любительской хоккейной ассоциации, соревновались между собой, не включая команды из юниорской лиги "А".

### Лиги
Лиги, которые участвовали в первом сезоне:
- Юниорская хоккейная лига Британской Колумбии
- Юниорская хоккейная лига Альберта
- Любительская юниорская хоккейная лига Саскачеван
- Юниорская хоккейная лига Манитоба
- Юниорская хоккейная лига южной части провинции Онтарио
- Юниорская хоккейная лига Тандер Бэй
- Центральная юниорская хоккейная лига
- Юниорская хоккейная лига северной части Онтарио
- Морская юниорская хоккейная лига
- Юниорская хоккейная лига Нью-Бренсвик

### Управление
В 1990 году юниорские западные лиги "A" в Канаде подчиняются Канадской западной Ассоциации. Эта организация будет основой для создания Канадской юниорской хоккейной лиги "А" в 1993 году. В 2008 году лига была переименована в "Канадскую юниорскую хоккейную лигу".
Лиги, входящие в состав КЮХЛ "А" в 1993 году:
- Хоккейная лига Британской Колумбии
- Юниорская хоккейная лига Рокки Маунтейн
- Юниорская хоккейная лига Альберта
- Юниорская хоккейная лига Саскачеван
- Юниорская хоккейная лига Манитоба
- Юниорская хоккейная лига Тандер Бэй
- Юниорская хоккейная лига провинции Онтарио
- Юниорская хоккейная лига "А" Мэтро
- Юниорская хоккейная лига северной части Онтарио
- Центральная юниорская хоккейная лига
- Юниорская хоккейная лига провинции Квебек
- Морская юниорская хоккейная лига

### Трофеи
- Кубок Фред Пейдж — Победитель восточной конференции (Маритимист, Квенбек, Оттава)
- Кубок Дадли Хьют — Победитель центральной конференции (Южное Онтарио, северо-западное Онтарио, северо-восточное Онтарио)
- Кубок Западной Канада — Победитель западной конференции (Манитоба, Альберта, Саскачеван и Британская Колумбия)
- Кубок Ройал Банк — Чемпиону Канадской юниорской хоккейной лиги

## Действующие лиги
| Лига                                           | Провинция                                              | Команда | Чемпион 2013/14            |
| ---------------------------------------------- | ------------------------------------------------------ | ------- | -------------------------- |
| Западная конференция                           |                                                        |         |                            |
| Юниорская хоккейная лига Британской Колумбии   | Британская Колумбия                                    | 16      | Кокуитлем Экспресс         |
| Юниорская хоккейная лига Альберты              | Альберта                                               | 16      | Спруц Гров Сеинтс          |
| Юниорская хоккейная лига Саскачеван            | Саскачеван                                             | 12      | Йорктон Терриерс           |
| Юниорская хоккейная лига Манитоба              | Манитоба                                               | 11      | Виннипег Блюз              |
| Центральная конференция                        |                                                        |         |                            |
| Международная юниорская хоккейная лига         | Северо-западное Онтарио                                | 5       | Форт Францес Лейкерс       |
| Юниорская хоккейная лига Северного Онтарио     | Северо-восточное Онтарио                               | 9       | Киркленд Лейк Голд Майнерс |
| Юниорская хоккейная лига Онтарио               | Торонто                                                | 22      | Торонто Лейкшор Петриотс   |
| Восточная конференция                          |                                                        |         |                            |
| Центральная Канадская юниорская хоккейная лига | Восточное Онтарио                                      | 12      | Карлтон Плейс Канадиенс    |
| Юниорская хоккейная лига Квебека               | Квебек                                                 | 14      | Гренби Инаук               |
| Юниорская хоккейная лига "А" Маритиме          | Новая Шотландия, Нью-Брансуик, & Остров Принца Эдуарда | 12      | Труро Биркетс              |

## Чемпионы 2014
| Трофей                | Конференция  | Чемпион                  | Второе место            | Хозяева              |
| --------------------- | ------------ | ------------------------ | ----------------------- | -------------------- |
| Ройал Банк Кап        | Национальный | ЙорктонТеррайерс         | Карлтон Плейс Канадиенс | Вернон Вайперс       |
| Кубок Западной Канады | Западная     | Йорктон Террайерс        | Деуфин Кингз            | Деуфин Кингз         |
| Кубок Дэдли Хьют      | Центральная  | Торонто Лейкшор Петриотс | Веллингтон Дакс         | Веллингтон Дакс      |
| Кубок Фред Пейдж      | Восточная    | Карлтон Плейс Канадиенс  | Сент-Джероме Пантерс    | Сегт-Джероме Пантерс |